# Gà lôi vằn
Gà lôi trắng Trung Bộ hay còn gọi là Gà lôi vằn (Danh pháp khoa học: Lophura nycthemera annamensis; Ogilvie Grant, 1906) là một phân loài của loài gà lôi trắng. Đây là loài chim đặc hữu của Việt Nam.

## Phân bố
Phân loài gà lôi này phân bố ở các rừng Nam Trung bộ, cao nguyên Lâm Viên phía Bắc Plây-cu và phần Đông Bắc Nam bộ. Đây là loài chim đặc sản của Việt Nam. Tại Quảng Bình cũng đã phát hiện loài gà lôi trắng quý hiếm (có trong danh lục sách đỏ của Tổ chức Bảo tồn Thiên nhiên Quốc tế IUCN, BirdLife quốc tế) trong rừng Khe Nước Trong thuộc huyện Lệ Thủy. 

## Đặc điểm
Gà lôi trắng Trung Bộ dài từ 50–125 cm, con trống có bộ lông hai màu, trắng ở trên lưng và đen ở phía bụng, còn con mái có lông nâu, mào cong, chân đỏ, da mặt đỏ. Mào dài, cằm, họng, toàn thể mặt bụng màu đen. Một đặc điểm dễ thấy là một dải, rộng màu trắng chạy dọc theo hai bên cổ. Chúng có những lông dài ở ngực và sườn trắng lẫn đen. Mặt lưng có những vân đen mảnh xen kẽ với vân trắng, mỗi một lông có khoảng 6 tới 7 vân trắng hẹp. Cánh màu đen với một vài vân trắng, đuôi màu đen có nhiều vân trắng hẹp. Mắt màu nâu da cam hay vàng. Mỏ đen hoặc màu xám sừng. Da quanh mắt màu đỏ tươi, Chân đỏ tía.
Chim non 1 tuổi có mặt lưng màu nâu, có vân mảnh màu đen. Mào màu nâu thẫm có điểm nâu đen. Phần dưới cơ thể màu nâu lẫn nâu đen, ở ngực có vệt nâu trắng. Đuôi có vạch nâu đen và đen trắng, những lông đuôi giữa có vân mảnh màu nâu trắng. Chim cái: Nhìn chung toàn bộ lông có màu nâu tối. Đuôi màu nâu hạt dẻ sáng, cằm và họng màu xám nhạt. Mào dài và có màu nâu thẫm. Lông bao cánh, vai và toàn bộ mặt lưng có những vệt hình mũi mác màu xám nhạt, những vệt này ở phía trên lưng có mép màu tối đục. Mắt nâu. Mỏ ngà. Chân đỏ tía.Kích thước: Cánh (đực): 225 – 250; (cái): 202 – 245; đụội (đực): 310 – 355; (cái): 215 – 255; giò: 75 – 80; mỏ: 23 – 30mn.

## Tập tính
Giống như các loài gà lôi, chúng thường sống trên mặt đất. Sống ở nhiều các sinh cảnh khác nhau như: rừng rậm, savan, thung lũng. Nơi ở thích hợp là trong rừng thường xanh ở dạng nguyên sinh và thứ sinh có độ cao từ 500 - 1000 mét trở lên. Đôi khi chim lôi sinh sống ở vùng cao hơn như các đỉnh núi từ 1200 – 1800m. Chúng kiếm ăn trên mặt đất và ban đên ngủ trên cây. 
Chim trống không những lớn hơn chim mái mà còn có bộ lông hết sức sặc sỡ nhằm thu hút chim mái. Bộ lông dày, cứng, thân lông phụ thường khá phát triển. Chim trống thường hoạt động khoe mã vào đầu Tháng 2.
Hầu hết các loài gà lôi thuộc họ này làm tổ trên mặt đất. Tổ rất đơn giản thường là một đám lá khô hay hõm đất nông. Mỗi năm chúng đẻ 1 lứa, mỗi lứa từ 5 đến 15 trứng. Thức ăn chính của chúng là các loài hạt, quả, củ và côn trùng trên mặt đất. Chim non mới nở thường ăn động vật khi lớn thay thế bằng thực vật.